# ペルチーレ
ペルチーレ（伊: Percile）は、イタリア共和国ラツィオ州ローマ県にある、人口約220人の基礎自治体（コムーネ）。

## 地理

### 位置・広がり
ローマ県北東部のコムーネ。

#### 隣接コムーネ
隣接するコムーネは以下の通り。括弧内のRIはリエーティ県所属を示す。
- チネート・ロマーノ
- リチェンツァ
- マンデーラ
- オルヴィーニオ (RI)
- スカンドリーリア (RI)
- ヴァッリンフレーダ

### 気候分類・地震分類
ペルチーレにおけるイタリアの気候分類 (it) および度日は、zona E, 2440 GGである。
また、イタリアの地震リスク階級 (it) では、zona 2B (sismicità media) に分類される。

## 行政

### 山岳部共同体
広域行政組織である山岳部共同体「アニェーネ山岳部共同体」 (it:Comunità montana dell'Aniene) （事務所所在地: アーゴスタ）に属する。

## 自然・環境
カルスト地形（ドリーネ）の2つの円形の小さな池マラオーネとマローネ（Lagustelli di Percile）はヨシ、ホタルイ属、ウォータープランテーン（サジオモダカと同種）、ヤナギ、ポプラ、ヒルムシロ属、フサモ属などの湿生・水生植物およびメガネイモリ、アルプスクシイモリ、キバラスズガエル、ジャージータイガーガ、Euphydryas aurinia provincialis、セアカモズなどの動物の生息地で、ラムサール条約の定める「国際的に重要な湿地」に登録されている（イタリアのラムサール条約登録地一覧も参照）。

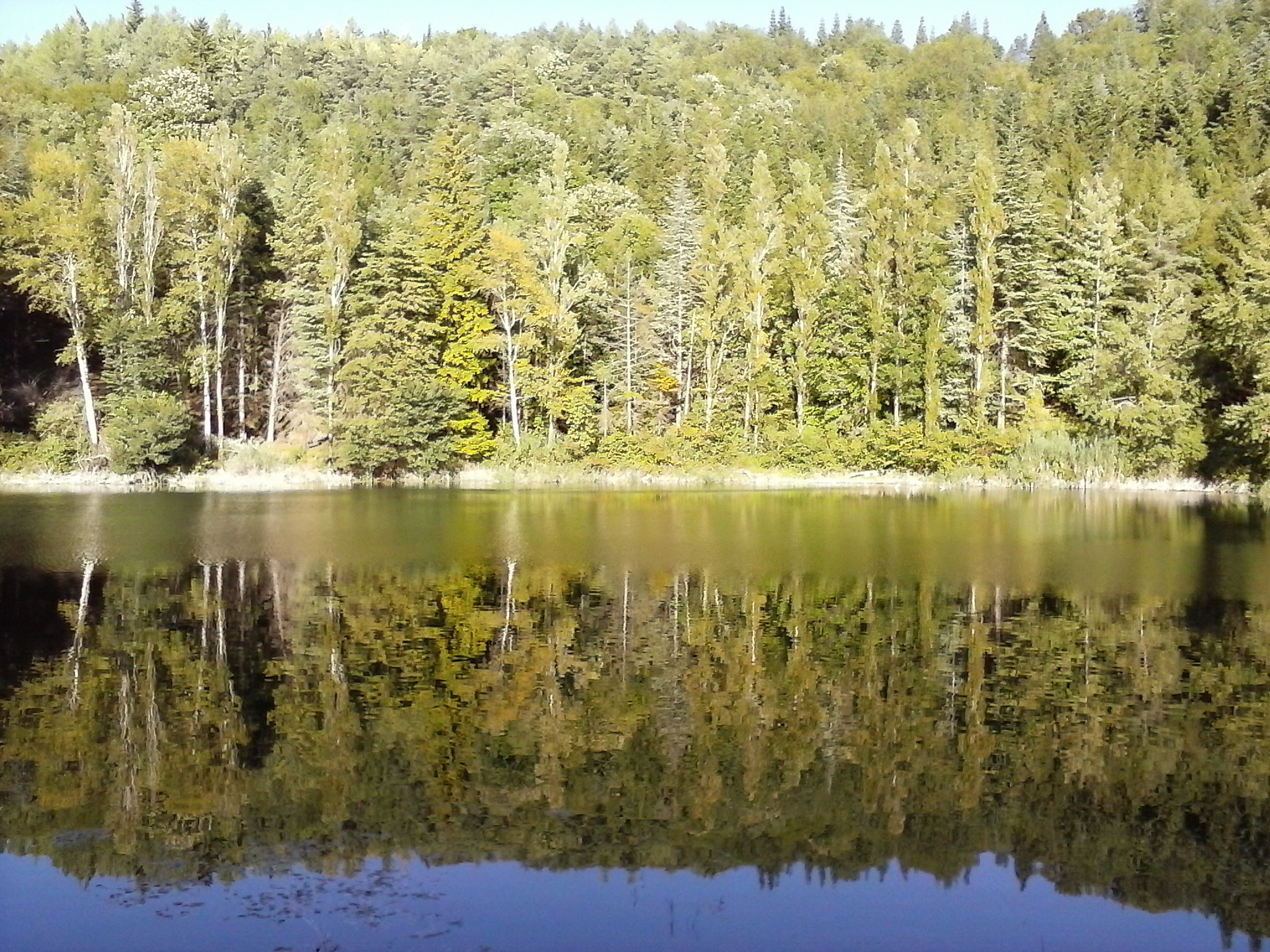